# Pokrovskita
La pokrovskita és un mineral de la classe dels carbonats que pertany al grup de la rosasita. Rep el seu nom en honor del mineralogista rus Pavel Vladimirovich Pokrovskii (1912–1979).

## Característiques
La pokrovskita és un carbonat de fórmula química Mg₂(CO₃)(OH)₂. Cristal·litza en el sistema monoclínic.
Els cristalls són prismàtics aciculars, de fins a 7 mm, en garbes; es troben en forma d'agregats esferulítics que poden ser de veta creuada fibrosa, asbestiformes. La seva duresa a l'escala de Mohs és 3.
Segons la classificació de Nickel-Strunz, la pokrovskita pertany a «05.BA: Carbonats amb anions addicionals, sense H₂O, amb Cu, Co, Ni, Zn, Mg, Mn» juntament amb els següents minerals: atzurita, georgeïta, glaucosferita, kolwezita, malaquita, mcguinnessita, nul·laginita, rosasita, zincrosasita, txukanovita, auricalcita, hidrozincita, holdawayita, defernita, loseyita i sclarita.

## Formació i jaciments
La pokrovskita és una espècie poc comuna en els cossos ultramàfics de dunita o serpentinita. Va ser descoberta l'any 1984 a Zlatogorsk (Província del Kazakhstan Septentrional, Kazakhstan). També ha estat trobada la pedrera Huber, a Winklarn (Bavària, Alemanya); a Furuyashiki, a Iizuka (Kyushu, Japó) i als següents indrets dels Estats Units: Lytton i la pedrera KCA (Califòrnia), la pedrera Hunting Hill (Rockville, Maryland), Gabbs (Nevada), la pedrera Addie (Carolina del Nord) i la pedrera Cedar Hill (Fulton Township, Pennsilvània).
Sol trobar-se associada a altres minerals com: dolomita, magnesita, piroaurita varietat sjögrenita i mcguinnessita.